# Младен Ковачић
Младен Ковачић (1983) хрватски је глумац.
| Год.       | Назив            | Улога      |
| ---------- | ---------------- | ---------- |
| 2016—2017. | Златни двори     |            |
| 2013—2014. | Тајне            | Себастијан |
| 2008.      | Мамутица         |            |
| 2008.      | Добре намјере    | Саша       |
| 2007.      | Операција кајман | Избацивач  |
| 2006.      | Обични људи      |            |